# Melyridae
Famille
Les Melyridae (en anglais, soft-wing flower beetles) sont une famille d'insectes de l'ordre des coléoptères. Cette famille contient environ 520 espèces réparties en 58 genres en Amérique du Nord. 16 genres sont présents en Europe.

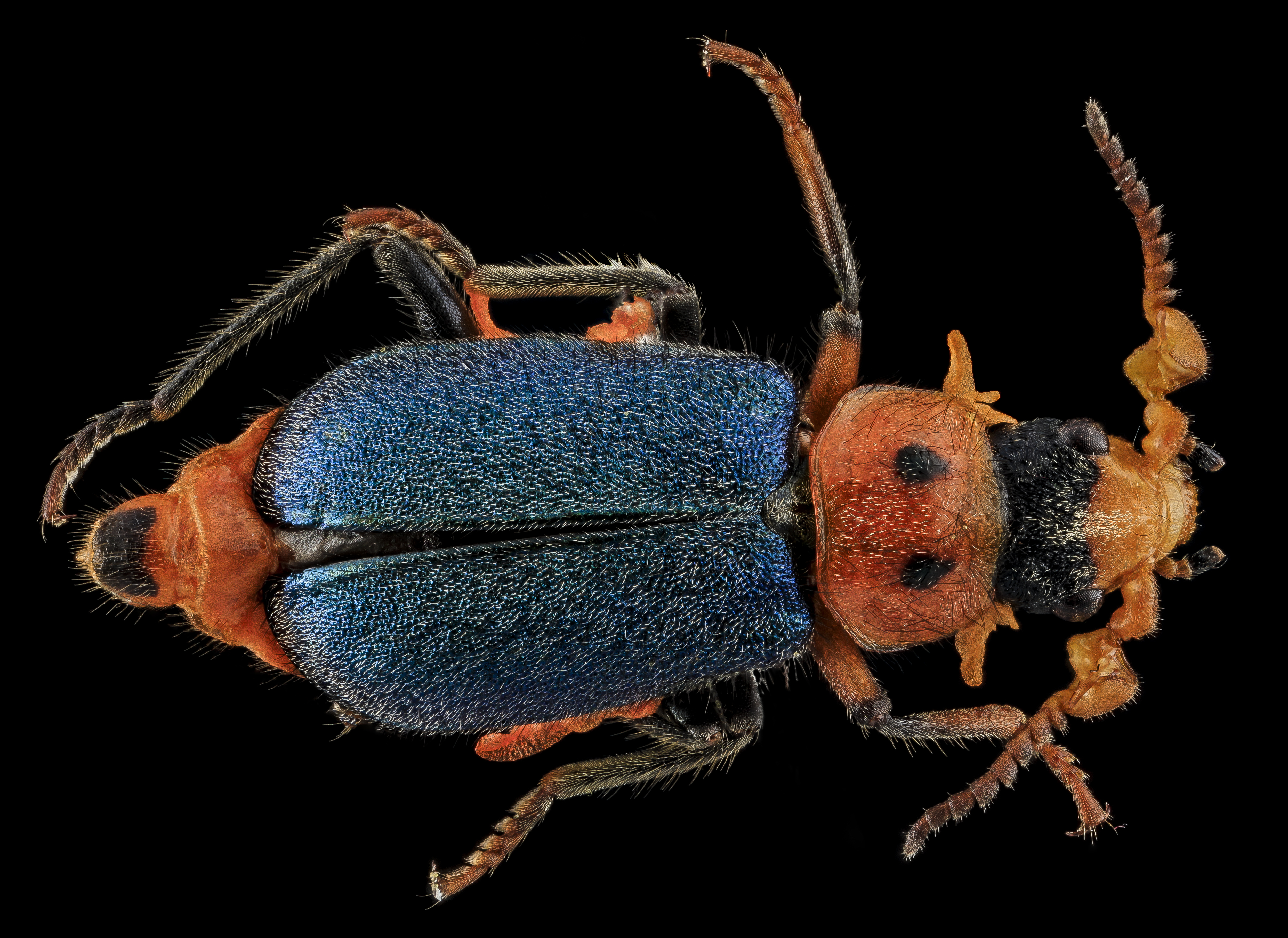
Collops bipunctatus, sous-famille Malachiinae.

## Synonymie
- Attalomimidae
- Dasytidae
- Gietellidae
- Malachiidae

## Description
La plupart des Melyridae sont des coléoptères au corps mou et de forme ovale allongée. Beaucoup sont colorés en marron ou en rouge et noir. La plupart des adultes et des larves sont des prédateurs mais beaucoup sont communs sur les fleurs.
L'espèce de Melyridae la plus commune en Amérique du Nord appartient au genre Collops (sous-famille : Malachiinae) ; C. quadrimaculatus est rouge avec deux points bleu/noir sur chaque élytre. Ils contiennent de la batrachotoxine.

## Liste des genres et des sous-familles
Selon Catalogue of Life (1 septembre 2014) :
- genre Carphuroides
- genre Endeodes

Selon ITIS (1 septembre 2014) :
- genre Carphuroides
- genre Endeodes
- sous-famille Amalthocinae Majer, 2002
- sous-famille Dasytinae Laporte, 1840
- sous-famille Gietellinae Constantin & Menier, 1987
- sous-famille Malachiinae Fleming, 1821
- sous-famille Melyrinae Leach, 1815
- sous-famille Pagurodactylinae Constantin, 2001
- sous-famille Rhadalinae LeConte, 1861